# Robinson (Illinois)
Robinson é uma cidade localizada no estado americano de Illinois, no Condado de Crawford.

## Demografia
Segundo o censo americano de 2000, a sua população era de 6822 habitantes.
Em 2006, foi estimada uma população de 6446, um decréscimo de 376 (-5.5%).

## Geografia
De acordo com o United States Census Bureau tem uma área de
9,6 km², dos quais 9,4 km² cobertos por terra e 0,2 km² cobertos por água.

## Localidades na vizinhança
O diagrama seguinte representa as localidades num raio de 16 km ao redor de Robinson.